# 佐治·古尼
喬治·提摩西·克隆尼（英語：George Timothy Clooney，1961年5月6日—）生于美國肯塔基州萊辛頓，是一位电影演员和導演、编剧、制片人與社会活动家，同時也是联合国亲善大使、时代百大人物之一、法國藝術及文學勳章持有人。2005年，以電影《諜對諜》榮獲第78屆奧斯卡最佳男配角獎。2017年获得法国凯撒电影奖终身成就奖。

## 慈善與政治參與

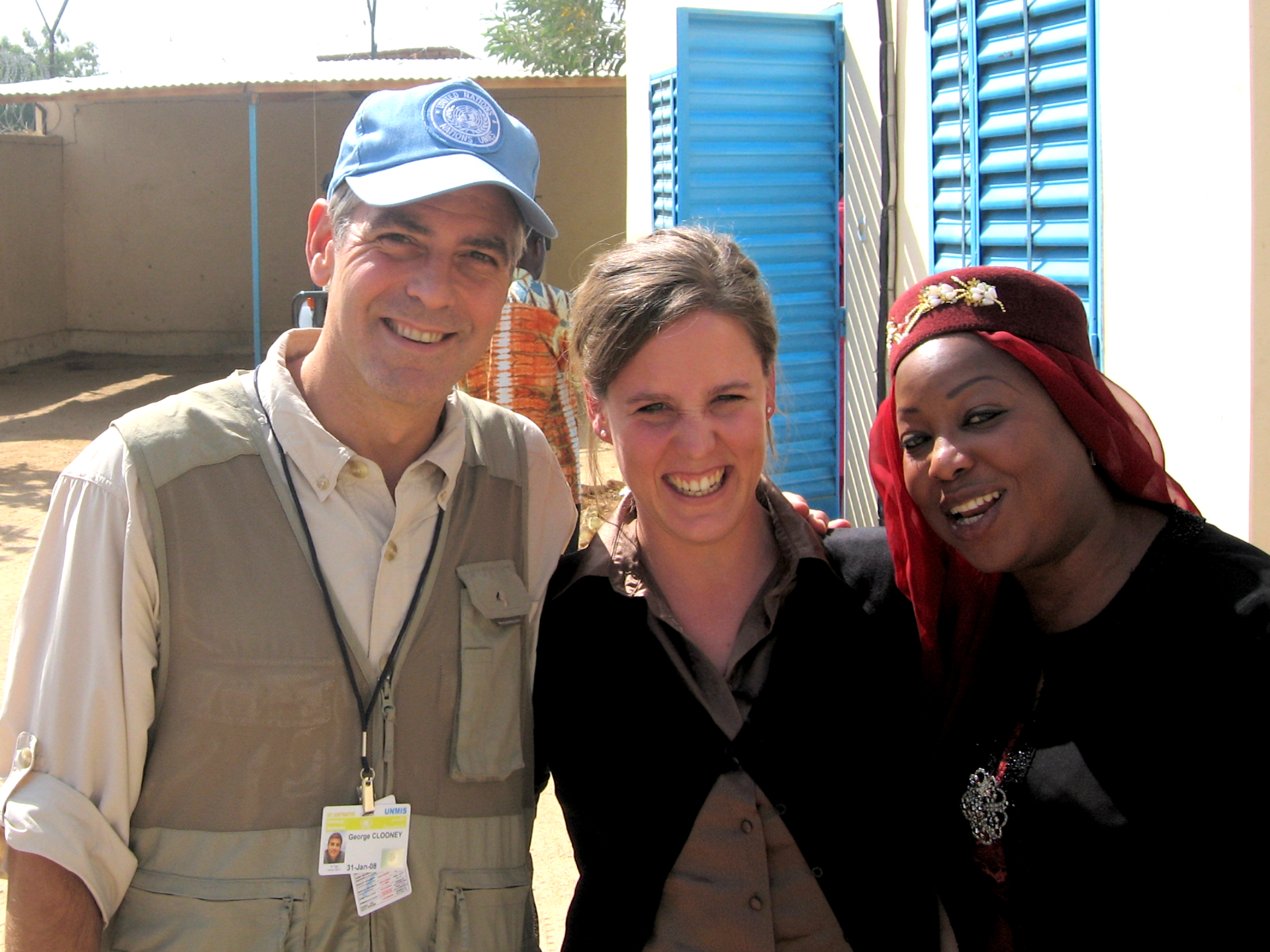
联合国爱心大使佐治·古尼（左）与联合国官员

喬治·克隆尼在2008年美国总统选举及2012年美國總統選舉中都支持歐巴馬陣營，喬治·克隆尼也支持美國的同性戀婚姻合法化。
2023年4月13日，乔·拜登總統任命克隆尼為美國總統藝術與人文委員會成員。
2024年美國總統選舉期間，他在競選早期曾支持乔·拜登，但到2024年7月就在纽约时报投書呼籲拜登退選，當拜登宣布退選同時也點名賀錦麗接棒後，克隆尼也公開支持賀錦麗並感謝拜登退選「拯救民主」。選舉結束後，由於被部分民主党 (美国)黨員視為頭號代罪羔羊，讓他心灰意冷，決定不再碰政治。

### 人權工作
喬治·克隆尼參與了坐視要管組織，其他參與者還有布萊德·彼特、麥特·戴蒙等人。
2009年二月，喬治·克隆尼與紐約時報記者紀思道一同造訪查德共和國。2010年一月，他組織了海地希望的電話捐款活動，百位好萊塢明星透過電話募捐，以援助2010年海地地震的災民。
2012年三月，喬治·克隆尼、馬丁·辛及布萊德·彼特共同參與達斯汀·蘭斯·布雷克的舞台劇＂8＂，該舞台劇旨重演加利福尼亞州8號提案(該法案間接否定同性婚姻合法，2012年三月在聯邦最高法院重新駁回)，克隆尼扮演律師David Boies。該劇在百老匯及Youtube上映，並同時為美國平權組織募款。
2012年九月，克隆尼與同性戀教育組織的慈善午餐競標得主共進午餐，該組織旨在促進已確認或潛在的同性戀、雙性戀或性別認同兒童在校園中的安全。

## 个人生活
他中學時是狂熱的棒球員與籃球員，並曾經想打職業棒球但未被錄取。之後他在北肯塔基大學和辛辛那提大學念廣播電視新聞學，不過並未畢業，做演員之前當過西裝與菸草銷售員。2007年他和女友騎機車在公路上撞上汽車發生車禍，他抱怨該汽車駕駛人開左方向燈卻向右轉才害他發生車禍，住院兩星期後出院，還發生有十幾名醫院人員企圖偷看他的病歷。他是一位活跃的民主党活动家。2012年3月在一次抗议活动中，在苏丹大使馆外被逮捕。
2014年4月28日，曾宣布終身不會再婚的古尼宣布他和黎巴嫩裔英國律師艾瑪·阿拉穆丁訂婚。兩人在同年9月27日在意大利威尼斯舉行私人婚禮。

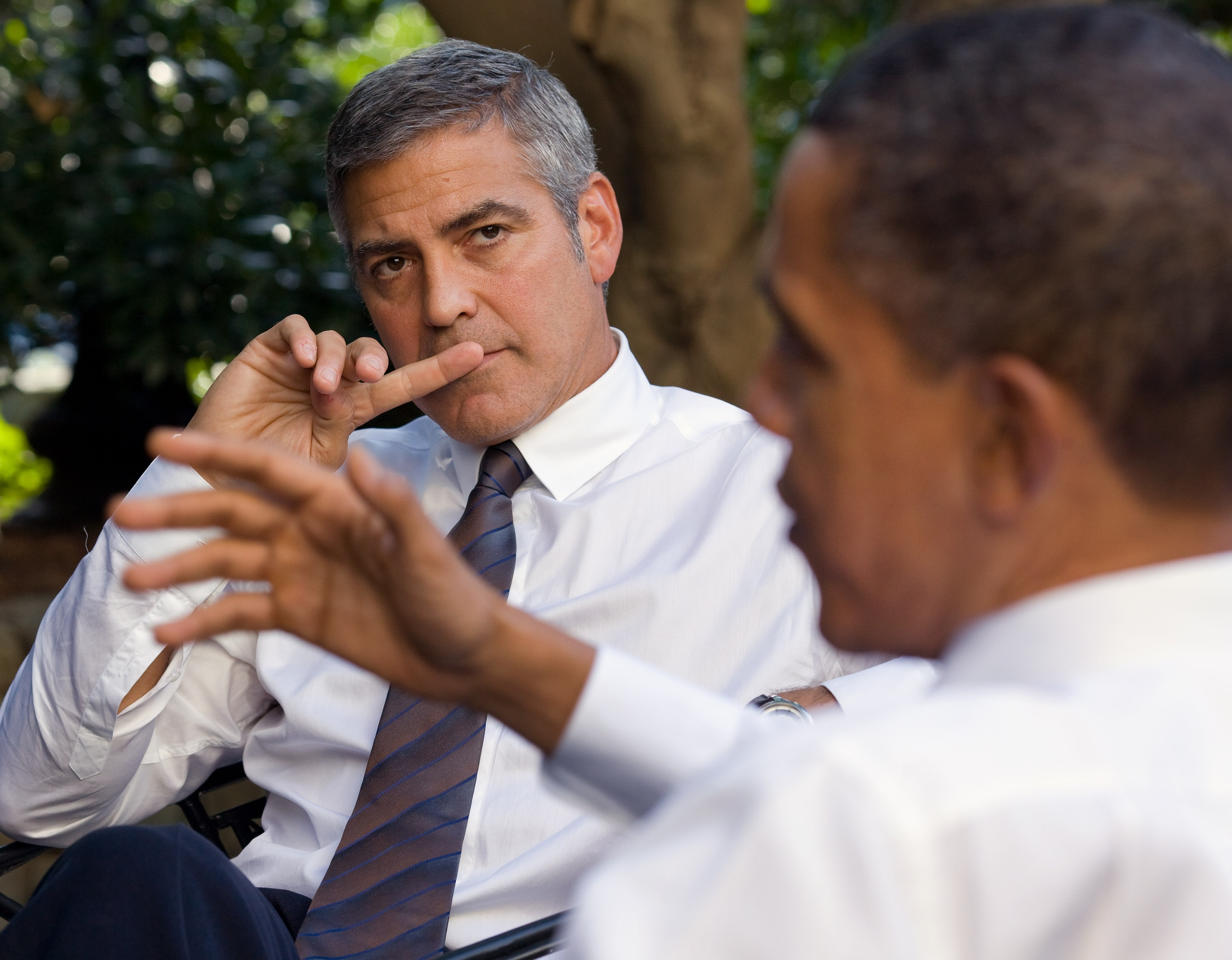
佐治·古尼在白宮與奧巴馬談論

2017年6月初兩人迎來龍鳳胎雙胞胎。

## 外部連結
- George Clooney在互联网电影资料库（IMDb）上的資料（英文）
- 佐治·古尼在豆瓣上的资料（简体中文）
- Clooney Network
- The Sunday Times interview 12/2005[]
- WorldCat 聯合目錄中佐治·古尼的著作或與之相關的著作
- 佐治·古尼在《紐約時報》上的節選新聞及評論, and in NYT Movies（页面存档备份，存于）
- 來自《卫报》有關佐治·古尼的新闻和评论
- George Clooney Public Service Announcement（页面存档备份，存于）, Better World Campaign
- Text, Audio, and Video of Speech to the United Nations Security Council on Darfur（页面存档备份，存于）, December 14, 2006, NYC
- Clooney, Google, UN Team Up To Watch Sudan Border（页面存档备份，存于）, NPR, December 29, 2010